# 正岡慶子
正岡 慶子（まさおか けいこ、1983年〈昭和58年〉11月28日 - ）は、高知県出身の気象キャスター。

## 略歴
- 高知女子大学卒業
- ウェザーニュースに入社後、SOLiVE24の各番組で交通気象センターからの情報を担当。
- 2011年12月 - ウィズステーションへ異動[注釈 1]